# Antrim Island
Antrim Island ist eine mit Tussock bewachsene Insel im Archipel Südgeorgiens im Südatlantik. Sie liegt unmittelbar vor dem Kap Vakop, der südöstlichen Begrenzung der Einfahrt zur Hound Bay. 
Das UK Antarctic Place-Names Committee benannte sie 2009. Namensgeberin ist der Zerstörer Antrim der Royal Navy, der im April 1982 im Falklandkrieg bei der Rückeroberung Südgeorgiens nach der Invasion durch die Streitkräfte Argentiniens im Einsatz war.